# تسهیم نامتناسب
گسست ناهمگن یا تسهیم نامتناسب (به انگلیسی: Disproportionation) ، جابه‌جایی اتم‌ها یا الکترون‌های ظرفیتِ بین اتم یا یون‌های یکسان است به‌گونه‌ای‌که محصولات متفاوت حاصل شود.
نوعی واکنش اکسایش-کاهش است که یک گونه به شکل خودبخودی به دو محصول متفاوت، اکسایش و کاهش می‌یابد؛ به نحوی که عدد اکسایش فرآورده‌ها با هم یکسان نباشد.
واکنش تسهیم نامتناسب، فرایند برگشتی آمیخت ناهمگن است.